# Ab-normal Beauty
Pour plus de détails, voir Fiche technique et Distribution.
Ab-normal Beauty est un film hongkongais réalisé par Oxide Pang, sorti le 4 novembre 2004.

## Synopsis
Jiney, une étudiante en arts plastiques, est considérée comme la photographe la plus douée de son école. Un jour, un passant est renversé sous ses yeux par un chauffard. Une pulsion incontrôlable l'envahit et la pousse à photographier le visage ensanglanté de l'homme à l'agonie. Persuadée de tenir là le sujet de sa vie, Jiney va développer une fascination pour la mort qui va fortement altérer sa santé mentale. Petit à petit, elle sent qu'elle perd le contrôle d'elle-même et craint d'en arriver au meurtre. Une issue fatale dont même son amie Jasmine, avec qui elle entretient une relation plutôt ambiguë, risque bien de ne pouvoir la détourner…

## Fiche technique
- Titre : Ab-normal Beauty
- Titre original : Sei mong se jun[2] (死亡寫真)
- Réalisation : Oxide Pang
- Scénario : Oxide Pang et Curran Pang
- Production : Oxide Pang et Danny Pang
- Musique : Payont Permsith[3]
- Photographie : Inconnu
- Montage : Inconnu
- Pays d'origine :  Hong Kong
- Langue : cantonais
- Format : Couleurs - 1,85:1 - Dolby Digital - 35 mm
- Genre : Horreur
- Durée : 101 minutes
- Date de sortie : 4 novembre 2004 (Hong Kong)

## Distribution
- Anson Leung : Anson[4]
- Race Wong : Jiney
- Michelle Mee : La mère de Jiney
- Rosanne Wong : Jasmine
- Ekin Cheng (caméo)

## Autour du film
- Race Wong et Rosanne Wong sont deux sœurs, membres du groupe pop 2R.
- Le film a été produit par les frères Oxide et Danny Pang, qui collaborent sur tous leurs films à différents postes (montage, scénario, réalisation …)

## Récompenses
- Nomination au prix de la meilleure nouvelle actrice (Race Wong) et meilleurs effets spéciaux, lors des Hong Kong Film Awards 2005.